# Крикова
Крикова је град у општини Кишињев, удаљен 15 km северно од Кишињева. Познат је по винским подрумима који представљају значајну туристичку атракцију.

## Назив
Прво писано спомињање града је забележено 31. јула 1431. године под именом Вадул Пјетреј („Камени Прелаз”). Касније се у географском календару Замфира Арборе јавља назив Крикау, који је временом промењен у име Крикова.

## Положај
Град се налази на 122 метара надморске висине, на обали реке Икел, која је притока Дњестра, и која снабдева Кишињев водом. Вода из Икела се не користи у Крикови. У северном делу реке (недалеко од улаза у винске подруме) се налази језеро које се углавном користи за риболов или разоноду.
У близини града се налазе рудници из којих се узима кречњак, а неки од њих су старији више од 50 година.

## Становништво
Према попису из 2004. године било је 9,878 становника укључујући 7,651 Молдаваца/Румуна, 1,123 Руса, 788 Украјинаца, 82 Гагауза, 74 Бугара, 29 Рома, 6 Јевреја, 2 Пољака и 123 других и неизјашњених.
Етничка структура у процентима, према попису из 2004. године: